# ANO 2011
ANO 2011 (gọi vắn tắt là ANO; "ano" nghĩa là "có" trong tiếng Séc) là đảng chính trị dân túy tại Cộng hòa Séc, thành lập bởi tỷ phú gốc Slovakia Andrej Babiš là chủ sở hữu hai công ty là tập đoàn Agrofert và một công ty xuất bản-truyền thông Mafra.

## Lịch sử
Tiền thân của đảng ANO 2011, hiệp hội Hành động của các công dân bất mãn (tiếng Séc: Akce nespokojených občanů, ANO) được ông Andrej Babiš thành lập vào tháng 11 năm 2011. Hiệp hội được lập ra ban đầu là để hỗ trợ cho các chỉ trích của ông về các chính sách kinh tế, xã hội và nạn tham nhũng trong chính phủ Séc. Nhìn chung, hiệp hội không tuân theo một hệ tư tưởng cụ thể nào, chỉ khai thác sự bất mãn của công chúng với các bê bối chính trị ở Cộng hòa Séc.
Vào ngày 11 tháng 5 năm 2012, hiệp hội trở thành đảng chính trị của CH Séc, chính thức đổi tên lại thành ANO 2011.

### Bầu cử vào Hạ viện Quốc hội Cộng hòa Séc (2013)
Ngày 26 tháng 3 năm 2013, đảng đã bỏ năm thành lập khỏi tên viết tắt thành ANO. Với một danh sách ứng cử viên cá biệt, phong trào này lần đầu tiên diễn ra trong cuộc bầu cử vào Hạ viện diễn ra vào ngày 25–26 tháng 10 năm 2013. Đảng đã nhận được 927.240 phiếu bầu (18,65%) và giành được 47 ghế, đứng thứ hai chỉ sau Đảng Dân chủ Xã hội Séc (ČSSD). Phong trào ANO là đảng dẫn đầu ở các vùng Trung Bohemia, Liberec, Hradec Králové và Ústí nad Labem. Trong phong trào, ứng cử viên thành công nhất là người đứng đầu danh sách ứng cử viên Praha, Andrej Babiš, với 18.955 phiếu bầu (19,62%), tiếp theo là nam diễn viên Martin Stropnický, người dẫn đầu danh sách ứng cử viên Nam Moravia và nhận được 10.203 phiếu bầu (10,25%).
Vào ngày 29 tháng 1 năm 2014, Nội các của Thủ tướng Đảng Dân chủ Xã hội Séc (ČSSD) là Bohuslav Sobotka đã tuyên thệ nhậm chức, với ANO và Liên minh Dân chủ Kitô giáo (KDU-ČSL) tham gia với tư cách là đối tác liên minh với ČSSD.

### Bầu cử vào Nghị viện châu Âu (2014)
Vào ngày 24–25 tháng 5 năm 2014, phong trào tham gia vào cuộc bầu cử Nghị viện châu Âu. Pavel Telička được uỷ nhiệm làm người đại diện cho đảng. Với tỷ lệ cử tri đi bỏ phiếu thấp kỷ lục là 18,2% vào thời điểm đó, phong trào đã giành được 244.501 phiếu bầu (16,13%) và 4 trên tổng số 21 ghế. Điều này làm cho đảng được gia nhập đảng Liên minh Tự do và Dân chủ vì Châu Âu tại Nghị viện châu Âu. Vào ngày 10 tháng 9 năm 2014, đảng viên ANO Věra Jourová được chỉ định là Ủy viên Công lý, Tiêu dùng và Bình đẳng giới châu Âu tại Ủy ban Juncker.
Trong cuộc bầu cử Thượng viện và bầu cử thành phố năm 2014 tổ chức vào ngày 10–11 tháng 10 năm 2014, ANO giành được 4 ghế trong Thượng viện. ANO cũng là đảng lớn nhất tại 8 trong số 10 thành phố lớn nhất tại Cộng hòa Séc, trong đó có thủ đô Praha, và hiện đang giữ các văn phòng thị trưởng ở ba thành phố lớn nhất nước Cộng hòa Séc. Adriana Krnáčová là thị trưởng nữ đầu tiên của Praha. Thành công này sau đó đã bị phá hoại khi một số lượng lớn các liên minh thành phố đã chia rẽ do lục đục nội bộ.
Vào ngày 21 tháng 11 năm 2014, ANO đã được trao tư cách thành viên chính thức của đảng Liên minh Tự do và Dân chủ vì Châu Âu ở đại hội của đảng tại Lisbon. Vào năm 2024, ANO đã rời Liên minh các đảng.

### Bầu cử vào Hạ viện Quốc hội Cộng hòa Séc (2017)
Trong liên minh với Đảng Dân chủ Xã hội thì thường xuyên xảy ra xung đột lợi ích với bên Andrej Babiš. Cuối cùng, vào tháng 5 năm 2017, lãnh đạo ANO 2011 đã rời bỏ liên minh. Đồng thời, đảng vẫn giữ vị trí dẫn đầu trong các cuộc thăm dò dân ý. Đảng đã giành chiến thắng trong cuộc bầu cử ngày 20 và 21 tháng 10 năm 2017, nhận được 29,6% số phiếu bầu và 78 ghế.
Sau khi đàm phán không thành công, lãnh đạo đảng tuyên bố thành lập chính phủ thiểu số. Vào ngày 13 tháng 12 năm 2017, Tổng thống Miloš Zeman đã tuyên thệ nhậm chức các thành viên nội các của Andrej Babiš, bao gồm phần lớn là các chính trị gia ANO 2011 và những người không theo đảng phái nào hợp tác chặt chẽ với nhóm này. Vào ngày 27 tháng 6 năm 2018, chính phủ thứ hai của Andrej Babiš được thành lập, do ANO 2011 và Đảng Dân chủ Xã hội Séc thành lập, mà Đảng Cộng sản Bohemia và Moravia tuyên bố ủng hộ tại quốc hội.
ANO đã giành được 2016 cuộc bầu cử khu vực và vòng 1 của cuộc bầu cử Thượng viện năm 2016. Đảng đã đứng thứ nhất trong 9 khu vực và thứ 2 trong 4 vùng còn lại, và chiến thắng tại Nam Bohemia đặc biệt đáng ngạc nhiên. ANO đã kết thúc với 5 thống đốc, một trong số đó, thống đốc Karlovy Vary Jana Vildumetzová đã trở thành Chủ tịch Hiệp hội khu vực. Vòng 2 của cuộc bầu cử Thượng viện là một sự thất vọng với đảng, khi 3 ứng viên được bầu.
Vào ngày 11 tháng 10 năm 2017, MEP Pavel Telička tuyên bố rời khỏi đảng này.
Đảng đã giành được năm 2017 cuộc bầu cử lập pháp và nhận được 30% phiếu bầu.

### Bầu cử vào Hạ viện Quốc hội Cộng hòa Séc năm 2021
Trong chiến dịch tranh cử năm 2021, các đại diện của phong trào và đặc biệt là Thủ tướng Babiš đã liên tục tấn công các liên minh đối lập, đặc biệt là liên minh Cướp biển và Thị trưởng (Piráti a Starostové), về việc họ tung tin giả. Theo các cuộc thăm dò, phong trào này được yêu thích trước cuộc bầu cử (ngoại trừ giai đoạn mùa xuân năm 2021), nhưng đáng ngạc nhiên là nó lại đứng thứ hai trong cuộc bầu cử. Nó đã giành được 27,12% số phiếu bầu và 72 nhiệm vụ, một sự sụt giảm so với cuộc bầu cử trước, nhưng không đáng kể. Sau cuộc bầu cử, người lãnh đạo phong trào tuyên bố rời bỏ phe đối lập.